# しのぶ・まさみshow'05 恋してラララ
『しのぶ・まさみshow'05 恋してラララ』は、2005年12月28日（水曜） 24時15分 - 25時15分にフジテレビで放送された特別番組。

## 概要
『上海ルーキーSHOW』の打ち切り後に放送された年末特番で、同番組MCの大竹しのぶと久本雅美が恋愛にまつわるテーマでトークや音楽企画を展開していた。基本は女子会などで行われるガールズトークがメインで、特別ゲストが恋愛と関係のある楽曲（徳永英明は「オリビアを聴きながら」と「ハナミズキ」、鈴木聖美とブラザー・トムは「TAXI」）を歌った。エンディングでは大竹と久本が2人で荒井由実の「まちぶせ」をデュエットした。

## 主な出演者
- 大竹しのぶ（司会）
- 久本雅美（司会）
- SHEILA
- MEGUMI
- 山口もえ
- 山本梓
- 磯山さやか
- ほか

## ゲストアーティスト
- 徳永英明
- 鈴木聖美
- ブラザー・トム

## 主なスタッフ
- 構成：平目まさと、石井裕之、関口正晴 ほか
- 技術プロデューサー：高瀬義美
- カメラ：遠山康之
- ＶＥ：高橋正直
- 音声：松本政利
- ＰＡ：サンフォニックス
- 照明：FLT
- 音響効果：小堀博孝・安藤友章（メディアハウス）
- 美術プロデューサー：本田邦宏
- デザイン：きくちまさと
- ＥＥＤ：石井謙作、涌井真史、七五三吉洋
- ＭＡ：杉山正
- ＴＫ：後藤有紀
- 技術協力：ニユーテレス、ヌーベルバーグ、ビーグル
- 美術協力：フジアール
- ＡＰ：伊知川弥生
- ディレクター：高橋ノブ ほか
- プロデューサー：高橋正秀（フジテレビ）、小泉守
- 総合演出：上川伸廣
- 制作：フジテレビ、トータルメディアコミュニケーション